# Skate Canada 1994
Navigation
Édition précédente Édition suivante
Le Skate Canada (ou Internationaux Patinage Canada) est une compétition internationale de patinage artistique qui se déroule au Canada au cours de l'automne. Il accueille des patineurs amateurs de niveau senior dans quatre catégories: simple messieurs, simple dames, couple artistique et danse sur glace.
Le vingt-et-unième Skate Canada est organisé du 3 au 6 novembre 1994 au Westerner Park Centrium de Red Deer dans la province de l'Alberta. 

## Résultats

### Messieurs
| Rang | Nom               | Pays        | Points | Prog. court | Prog. libre |
| ---- | ----------------- | ----------- | ------ | ----------- | ----------- |
| 1    | Elvis Stojko      | Canada      | 1.5    | 1           | 1           |
| 2    | Michael Shmerkin  | Israël      | 4.5    | 5           | 2           |
| 3    | Sébastien Britten | Canada      | 5.0    | 4           | 3           |
| 4    | Dmytro Dmytrenko  | Ukraine     | 5.0    | 2           | 4           |
| 5    | Michael Chack     | États-Unis  | 6.5    | 3           | 5           |
| 6    | Zsolt Kerekes     | Hongrie     | 9.0    | 6           | 6           |
| 7    | Thierry Cérez     | France      | 11.0   | 8           | 7           |
| 8    | Michael Tyllesen  | Danemark    | 11.5   | 7           | 8           |
| 9    | Steven Cousins    | Royaume-Uni | 14.0   | 10          | 9           |
| 10   | Jeffrey Langdon   | Canada      | 15.5   | 11          | 10          |
| 11   | Stephen Carr      | Australie   | 15.5   | 9           | 11          |
| 12   | Mirko Eichhorn    | Allemagne   | 18.0   | 12          | 12          |

### Dames
| Rang | Nom               | Pays       | Points | Prog. court | Prog. libre |
| ---- | ----------------- | ---------- | ------ | ----------- | ----------- |
| 1    | Krisztina Czakó   | Hongrie    | 2.0    | 2           | 1           |
| 2    | Laëtitia Hubert   | France     | 3.5    | 1           | 3           |
| 3    | Jessica Mills     | États-Unis | 5.5    | 3           | 4           |
| 4    | Marina Kielmann   | Allemagne  | 6.0    | 8           | 2           |
| 5    | Angela Derochie   | Canada     | 7.0    | 4           | 5           |
| 6    | Jennifer Robinson | Canada     | 9.5    | 7           | 6           |
| 7    | Amanda Farkas     | États-Unis | 10.0   | 6           | 7           |
| 8    | Alma Lepina       | Lettonie   | 11.5   | 5           | 9           |
| 9    | Nathalie Krieg    | Suisse     | 12.5   | 9           | 8           |

### Couples
| Rang | Nom                                  | Pays        | Points | Prog. court | Prog. libre |
| ---- | ------------------------------------ | ----------- | ------ | ----------- | ----------- |
| 1    | Kristy Sargeant / Kris Wirtz         | Canada      | 2.0    | 2           | 1           |
| 2    | Elena Berejnaïa / Oleg Shliakhov     | Lettonie    | 2.5    | 1           | 2           |
| 3    | Sarah Abitbol / Stéphane Bernadis    | France      | 5.0    | 4           | 3           |
| 4    | Elena Belousovskaya / Sergei Potalov | Ukraine     | 5.5    | 3           | 4           |
| 5    | Danielle McGrath / Stephen Carr      | Australie   | 7.5    | 5           | 5           |
| 6    | Lesley Rogers / Michael Aldred       | Royaume-Uni | 9.0    | 6           | 6           |
| 7    | Cheryl Marker / Todd Price           | États-Unis  | 10.5   | 7           | 7           |

### Danse sur glace
| Rang | Nom                                       | Pays        | Points | Danse imposée 1 | Danse imposée 2 | Danse originale | Danse libre |
| ---- | ----------------------------------------- | ----------- | ------ | --------------- | --------------- | --------------- | ----------- |
| 1    | Shae-Lynn Bourne / Victor Kraatz          | Canada      | 2.0    | 1               | 1               | 1               | 1           |
| 2    | Margarita Drobiazko / Povilas Vanagas     | Lituanie    | 4.0    | 2               | 2               | 2               | 2           |
| 3    | Renée Roca / Gorsha Sur                   | États-Unis  | 6.2    | 4               | 3               | 3               | 3           |
| 4    | Elizaveta Stekolnikova / Dmitri Kazarlyga | Kazakhstan  | 7.8    | 3               | 4               | 4               | 4           |
| 5    | Jennifer Boyce / Michel Brunet            | Canada      | 11.2   | 7               | 6               | 6               | 5           |
| 6    | Michelle Fitzgerald / Vincent Kyle        | Royaume-Uni | 12.8   | 6               | 7               | 7               | 6           |
| 7    | Kati Winkler / René Lohse                 | Allemagne   | 13.0   | 5               | 5               | 5               | 8           |
| 8    | Allison McLean / Konrad Schaub            | Autriche    | 15.2   | 9               | 8               | 8               | 7           |
| 9    | Bérangère Nau / Luc Moneger               | France      | 17.8   | 8               | 9               | 9               | 9           |
| 10   | Olga Mudrak / Vitali Baranov              | Ukraine     | 20.2   | 11              | 10              | 10              | 10          |
| 11   | Albena Denkova / Hristo Nikolov           | Bulgarie    | 21.8   | 10              | 11              | 11              | 11          |

## Sources
- Patinage Magazine N°45 (Décembre 1994-Janvier/Février 1995)
- (en) « The 1994 Skate Canada International Competition », sur skateguard1.blogspot.com